# Nový dvůr (usedlost ve Lhotce)
Nový dvůr je bývalá hospodářská usedlost a klášter v Praze 4-Lhotce v ulici Durychova.

## Historie
Historický objekt je zakreslen v josefských mapách z let 1764–1783, uložených ve Vídni. Býval zde mužský klášter, později chudobinec nebo nájemní byty. V budovách sídlilo i centrum řemesel pro rekonstrukce památek v Praze.
Dne 25. ledna 2006 v 8 hodin večer byl na parkovišti před hlavní budovou zastřelen František Mrázek, jehož jedna z firem zde měla sídlo.
Roku 2019 byl zamítnut návrh na jeho demolici. Aktuálně objekt a přilehlé budovy slouží administrativním účelům.